# Stuart Motors
Stuart Motors war ein US-amerikanischer Automobilhersteller, der nur 1961 in Kalamazoo (Michigan) ansässig war. Der erst 29-jährige Barry Stuart war der Gründer und Eigentümer.
Der Stuart war ein dreitüriger Kombi mit zwei Sitzplätzen und Elektroantrieb. Die glattflächige GFK-Karosserie erinnert an einen Minivan. Der 48-V-Elektromotor wurde aus acht 6-V-Batterien gespeist. Die Reichweite lag bei 65 km.
Der 544 kg schwere Wagen kostete USD 1600,–.